# TM 266-01-060-1 (Toumai)
A TM 266-01-060-1 katalógusszámú, Toumaï névre keresztelt lelet a Sahelanthropus tchadensis nevű előember faj típuspéldánya. 2001-ben találta egy francia expedíció Csádban. A megtaláló Ahounta Djimdoumalbaye volt. A lelet egy majdnem teljes, de öt darabból álló koponya. Gyengén cementálódott, tavi ülepedésű, késő miocén korú homokkőből került elő. A felső állkapocsban még meglévő fogak mindenevő életmódról árulkodtak. A koponyaűr 340-360 cm³ körüli.
A lelet az in situ maradványok közé tartozik, a felszínen találták, természetesen módon preparálódott ki a beágyazó kőzetből. A homokkő 2 méter vastagságú és 7,4-5,2 millió évvel ezelőtt keletkezett. A lelet kora a pontos rétegtan ismerete hiányában csak hozzávetőleges, körülbelül 7 millió év. Az agy- és arckoponya darabjait leszámítva a faj más csontleletből nem ismert, így sem testalkatára, sem életmódjára vonatkozó adatok nem ismertek.
Jelenleg Toumaï a faj egyetlen ismert példánya. Katalógusszáma az ásatási helyszínekből adódik, a TM 247, TM 266 és TM 292 számú feltárási területek közül a középsőben találták. A homlokeresz jellege és a viszonylag kicsiny szemfogak a későbbi emberszabásúak felé mutató jellegek.

## Lásd még
- Sahelanthropus tchadensis
- Az emberfélék fosszíliáinak listája

## Külső hivatkozás
Paleobiology database: Sahelanthropus